# Olympische Sommerspiele 2024/Breaking
Bei den Olympischen Spielen 2024 in Paris war Breaking erstmals Teil des olympischen Programms. Die beiden Wettbewerbe (einer pro Geschlecht) wurden am 9. und 10. August auf dem Place de la Concorde ausgetragen.

## Zeitplan
| Zeitplan Breaking | Zeitplan Breaking | Zeitplan Breaking |
| Wettbewerbe       | August 2024       | August 2024       |
| Wettbewerbe       | 9.                | 10.               |
| ----------------- | ----------------- | ----------------- |
| B-Boys            |                   |                   |
| B-Girls           |                   |                   |

|  | Medaillenentscheidung |

## Bilanz

### Medaillenspiegel
| Platz  | Land               | Gold | Silber | Bronze | Gesamt |
| ------ | ------------------ | ---- | ------ | ------ | ------ |
| 1      | Japan              | 1    | –      | –      | 1      |
| 1      | Kanada             | 1    | –      | –      | 1      |
| 3      | Frankreich         | –    | 1      | –      | 1      |
| 3      | Litauen            | –    | 1      | –      | 1      |
| 5      | China              | –    | –      | 1      | 1      |
| 5      | Vereinigte Staaten | –    | –      | 1      | 1      |
| Gesamt | Gesamt             | 2    | 2      | 2      | 6      |

### Medaillengewinner
| Disziplin | Gold             | Silber                 | Bronze                |
| --------- | ---------------- | ---------------------- | --------------------- |
| B-Boys    | Philip Kim (CAN) | Danis Civil (FRA)      | Victor Montalvo (USA) |
| B-Girls   | Ami Yuasa (JPN)  | Dominika Banevič (LTU) | Liu Qingyi (CHN)      |

## Qualifikation
Es qualifizierten sich folgende Nationen:
| Nation               | Männer | Frauen | Gesamt |
| -------------------- | ------ | ------ | ------ |
| Australien           | 1      | 1      | 2      |
| China                | 1      | 2      | 3      |
| Chinesisch Taipeh    | 1      |        | 1      |
| Frankreich           | 2      | 2      | 4      |
| Italien              |        | 1      | 1      |
| Japan                | 2      | 2      | 4      |
| Kanada               | 1      |        | 1      |
| Kasachstan           | 1      |        | 1      |
| Litauen              |        | 1      | 1      |
| Marokko              | 1      | 1      | 2      |
| Niederlande          | 2      | 1      | 3      |
| Portugal             |        | 1      | 1      |
| Refugee Olympic Team |        | 1      | 1      |
| Südkorea             | 1      |        | 1      |
| Ukraine              | 1      | 2      | 3      |
| Vereinigte Staaten   | 2      | 2      | 4      |
| Gesamt: 16 NOKs      | 16     | 17     | 33     |